# Maaradactylus
Maaradactylus is een geslacht van uitgestorven pterosauriërs, behorend tot de Pterodactyloidea, dat leefde tijdens het Vroeg-Krijt in het gebied van het huidige Brazilië.

## Vondst en naamgeving
In 2010 vonden arbeiders bij graafwerkzaamheden op een maïsveld bij Sítio São Gonçalo in de gemeente Santana do Cariri een schedel van een pterosauriër.
In 2014 werd de typesoort Maaradactylus kellneri benoemd en beschreven door Renan Bantim, Antônio Saraiva, Gustavo Oliveira en Juliana Sayão. Dit zijn lokale onderzoekers; het was de eerste keer dat een pterosauriër uit het noordoosten van Brazilië door instituten uit het gebied zelf werd beschreven. De geslachtsnaam verwijst naar een legende van de Caririri: Maraa is de naam van de dochter van een stamhoofd dat door toverij in een monster met lange tanden veranderd zou zijn dat vissers lokte en verzwolg. De pterosauriër had vermoedelijk opvallend lange tanden. Het achtervoegsel dactylus, van het Oudgrieks δάκτυλος, daktylos, 'vinger', verwijst naar de vleugelvinger van pterosauriërs en is gebruikelijk voor namen van die groep sinds Pterodactylus als eerste pterosauriër benoemd werd. De soortaanduiding eert de paleontoloog Alexander Kellner, een autoriteit op het gebied van pterosauriërs en indertijd de promotor van professor Juliana Sayão.

MPSC R 2357

Het holotype MPSC R 2357 is gevonden in een knol, een kalknodule, uit een laag van de Romualdoformatie welke dateert uit het Aptien-Albien, ongeveer 111 miljoen jaar oud. Het bestaat uit een in stukken gebroken schedel zonder onderkaken, met daaraan verbonden de atlas en de draaier. In de schedel zijn nog twee tandresten aanwezig. Het fossiel is driedimensionaal bewaard gebleven. Het maakt deel uit van de collectie van het Museu de Paleontologia de Santana do Cariri.
In 2019 werd ook de soort Coloborhynchus spielbergi toegewezen aan Maaradactylus. Het holotype, specimen RGM 401 880, van deze soort, die in 2003 werd beschreven door André Jacques Veldmeijer, werd geprepareerd uit een groot blok kalksteen afkomstig van wat toen nog gezien werd als de Romualdo Member van de Santanaformatie in Brazilië. Het is sinds 1992 onderdeel van de collectie van Naturalis in Leiden. Een replica wordt tentoongesteld in het museum.

## Beschrijving

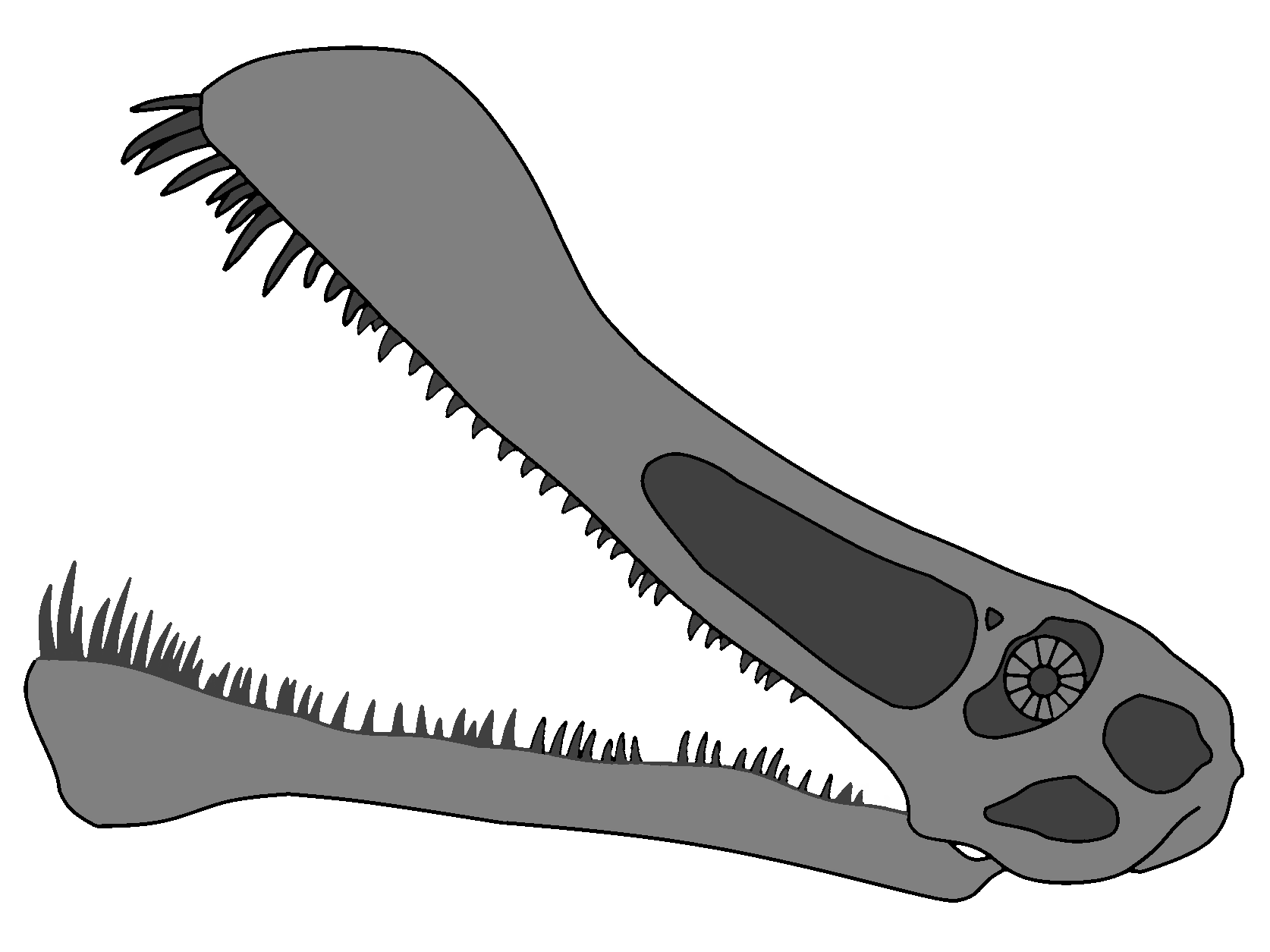
Reconstructie van de kop

De langgerekte schedel, een van de grotere die van de Anhangueridae bekend is, heeft een geschatte lengte van ongeveer driekwart meter, wat wijst op een vleugelspanwijdte van zo'n zes meter.
De beschrijvers wisten enkele onderscheidende kenmerken vast te stellen. De snuit draagt een relatief hoge en lange kam in de lengterichting die begint bij de snuitpunt en doorloopt tot het tweeëntwintigste tandenpaar, eindigend vóór de fenestra nasoantorbitalis en de choanae, de interne neusgaten. Er staan vijfendertig paar tanden in de bovenkaken. Het verhemelte heeft een gladde middenrichel op de onderkant die begint bij het vijfde tandenpaar en doorloopt tot het dertiende. Het verhemelte is vooraan bol gewelfd. De choanae strekken zich niet sterk zijwaarts uit. De verheffing op het verhemelte is klein en bol. De vijfde, zesde en zevende tandkas zijn kleiner dan de vierde en achtste. Van de negende tot en met twaalfde tandkas worden de tanden naar achteren kleiner, van de dertiende tot en met achttiende juist groter; daarachter verkleinen de tanden weer maar zijn dan geordend in groepjes van drie.
Een niet uniek maar opvallend kenmerk is dat het zijoppervlak van de snuitkam groeven en structuren toont die aderen bevat kunnen hebben, als voeding van een hoornschacht.
Het gebit is bijzonder doordat het zo ver naar achteren doorloopt. Ook opmerkelijk is dat na de voorste vier tandenparen die vermoedelijk zeer lang waren en dienden als het voorste deel van een rozet in de iets verbrede snuitpunt om vissen te vangen, er in het midden van de rozet aan iedere zijde een zone is met verkorte tanden. Wellicht verbeterde dat het vasthouden van de glibberige prooi.

## Fylogenie

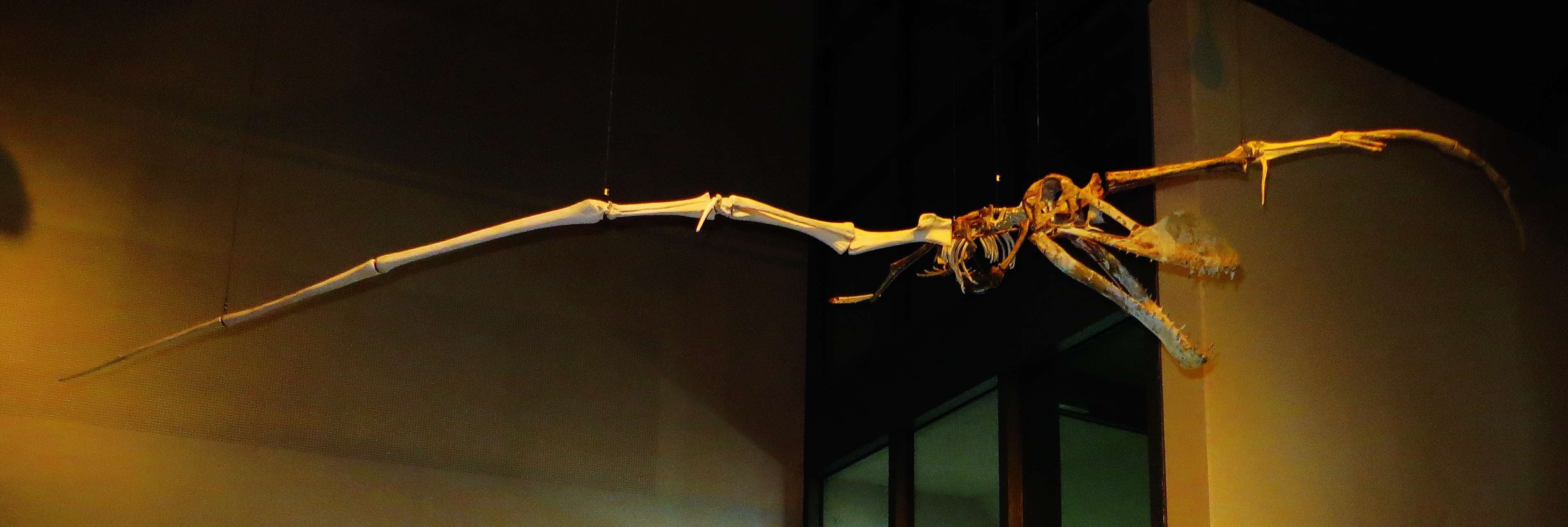
Het model in Naturalis

Maaradactylus is in 2014 in de Anhangueridae geplaatst. Een analyse uit 2019 vond Maaradactylus kellneri en Maaradactylus spielbergi als zustersoorten van elkaar, het motief ze beiden in hetzelfde geslacht te plaatsen.
De positie in de evolutionaire stamboom toont het volgende kladogram.
|  | Maaradactylus kellneri   |
|  |                          |
|  | Maaradactylus spielbergi |
|  |                          |

|  | Anhanguera piscator                                                            |
|  |                                                                                |
|  | \| \| Anhanguera robustus \| \| \| \| \| \| Anhanguera araripensis \| \| \| \| |
|  |                                                                                |
|  | Anhanguera robustus                                                            |
|  |                                                                                |
|  | Anhanguera araripensis                                                         |
|  |                                                                                |

|  | Anhanguera robustus    |
|  |                        |
|  | Anhanguera araripensis |
|  |                        |

|  | Maaradactylus kellneri   |
|  |                          |
|  | Maaradactylus spielbergi |
|  |                          |

|  | Anhanguera piscator                                                            |
|  |                                                                                |
|  | \| \| Anhanguera robustus \| \| \| \| \| \| Anhanguera araripensis \| \| \| \| |
|  |                                                                                |
|  | Anhanguera robustus                                                            |
|  |                                                                                |
|  | Anhanguera araripensis                                                         |
|  |                                                                                |

|  | Anhanguera robustus    |
|  |                        |
|  | Anhanguera araripensis |
|  |                        |

|  | Maaradactylus kellneri   |
|  |                          |
|  | Maaradactylus spielbergi |
|  |                          |

|  | Anhanguera piscator                                                            |
|  |                                                                                |
|  | \| \| Anhanguera robustus \| \| \| \| \| \| Anhanguera araripensis \| \| \| \| |
|  |                                                                                |
|  | Anhanguera robustus                                                            |
|  |                                                                                |
|  | Anhanguera araripensis                                                         |
|  |                                                                                |

|  | Anhanguera robustus    |
|  |                        |
|  | Anhanguera araripensis |
|  |                        |

|  | Maaradactylus kellneri   |
|  |                          |
|  | Maaradactylus spielbergi |
|  |                          |

|  | Anhanguera piscator                                                            |
|  |                                                                                |
|  | \| \| Anhanguera robustus \| \| \| \| \| \| Anhanguera araripensis \| \| \| \| |
|  |                                                                                |
|  | Anhanguera robustus                                                            |
|  |                                                                                |
|  | Anhanguera araripensis                                                         |
|  |                                                                                |

|  | Anhanguera robustus    |
|  |                        |
|  | Anhanguera araripensis |
|  |                        |

Een analyse uit 2020 echter vond hem als zustersoort van Cearadactylus. Dat leverde de volgende stamboom op.
|  | Siroccopteryx |
|  |               |
|  | Tropeognathus |
|  |               |

|  | Mythunga   |
|  |            |
|  | Ferrodraco |
|  |            |

|  | Siroccopteryx |
|  |               |
|  | Tropeognathus |
|  |               |

|  | Mythunga   |
|  |            |
|  | Ferrodraco |
|  |            |

|  | Coloborhynchus                                                  |
|  |                                                                 |
|  | \| \| Nicorhynchus \| \| \| \| \| \| Uktenadactylus \| \| \| \| |
|  |                                                                 |
|  | Nicorhynchus                                                    |
|  |                                                                 |
|  | Uktenadactylus                                                  |
|  |                                                                 |

|  | Nicorhynchus   |
|  |                |
|  | Uktenadactylus |
|  |                |

|  | Caulkicephalus |
|  |                |
|  | Guidraco       |
|  |                |
|  | Ludodactylus   |
|  |                |

|  | Liaoningopterus                                                 |
|  |                                                                 |
|  | \| \| Cearadactylus \| \| \| \| \| \| Maaradactylus \| \| \| \| |
|  |                                                                 |
|  | Anhanguera                                                      |
|  |                                                                 |
|  | Cearadactylus                                                   |
|  |                                                                 |
|  | Maaradactylus                                                   |
|  |                                                                 |

|  | Cearadactylus |
|  |               |
|  | Maaradactylus |
|  |               |

|  | Caulkicephalus |
|  |                |
|  | Guidraco       |
|  |                |
|  | Ludodactylus   |
|  |                |

|  | Liaoningopterus                                                 |
|  |                                                                 |
|  | \| \| Cearadactylus \| \| \| \| \| \| Maaradactylus \| \| \| \| |
|  |                                                                 |
|  | Anhanguera                                                      |
|  |                                                                 |
|  | Cearadactylus                                                   |
|  |                                                                 |
|  | Maaradactylus                                                   |
|  |                                                                 |

|  | Cearadactylus |
|  |               |
|  | Maaradactylus |
|  |               |

|  | Siroccopteryx |
|  |               |
|  | Tropeognathus |
|  |               |

|  | Mythunga   |
|  |            |
|  | Ferrodraco |
|  |            |

|  | Siroccopteryx |
|  |               |
|  | Tropeognathus |
|  |               |

|  | Mythunga   |
|  |            |
|  | Ferrodraco |
|  |            |

|  | Coloborhynchus                                                  |
|  |                                                                 |
|  | \| \| Nicorhynchus \| \| \| \| \| \| Uktenadactylus \| \| \| \| |
|  |                                                                 |
|  | Nicorhynchus                                                    |
|  |                                                                 |
|  | Uktenadactylus                                                  |
|  |                                                                 |

|  | Nicorhynchus   |
|  |                |
|  | Uktenadactylus |
|  |                |

|  | Caulkicephalus |
|  |                |
|  | Guidraco       |
|  |                |
|  | Ludodactylus   |
|  |                |

|  | Liaoningopterus                                                 |
|  |                                                                 |
|  | \| \| Cearadactylus \| \| \| \| \| \| Maaradactylus \| \| \| \| |
|  |                                                                 |
|  | Anhanguera                                                      |
|  |                                                                 |
|  | Cearadactylus                                                   |
|  |                                                                 |
|  | Maaradactylus                                                   |
|  |                                                                 |

|  | Cearadactylus |
|  |               |
|  | Maaradactylus |
|  |               |

|  | Caulkicephalus |
|  |                |
|  | Guidraco       |
|  |                |
|  | Ludodactylus   |
|  |                |

|  | Liaoningopterus                                                 |
|  |                                                                 |
|  | \| \| Cearadactylus \| \| \| \| \| \| Maaradactylus \| \| \| \| |
|  |                                                                 |
|  | Anhanguera                                                      |
|  |                                                                 |
|  | Cearadactylus                                                   |
|  |                                                                 |
|  | Maaradactylus                                                   |
|  |                                                                 |

|  | Cearadactylus |
|  |               |
|  | Maaradactylus |
|  |               |